# Station Kapellen
Het station Kapellen is een spoorwegstation langs lijn 12 (Antwerpen - Essen - Roosendaal) in de gemeente Kapellen. Net buiten het station noordwaarts is er aan de oostzijde een enkelsporige aftakking naar het militair domein van Brasschaat. Deze aftakking vertrekt van het enige uitwijkspoor tussen Noorderdokken en Essen. Bij een gestoorde dienstregeling wordt de stoptrein vaak op het zijspoor gezet zodat exprestreinen de stoptrein voorbij kunnen steken.

## Infrastructuur en omgeving
Bij het station was er een bemande overweg op de weg naar Hoogboom, die bediend werd vanaf het seinhuis. De slagbomen waren langdurig dicht, wanneer een stoptrein in de richting Essen stopte. Daarom is nu een nieuw perron gebouwd voorbij de overweg, zodat de slagbomen alleen dicht moeten tijdens het binnenrijden van de stoptrein en niet tijdens het halteren van de trein. Het perron is aangelegd op het voormalig goederen emplacement van het station. Hierbij is ook een ruime parkeerplaats aangelegd. Het oude perron richting Essen, bij het stationsgebouw, is nu buiten gebruik voor de normale dienstregeling. De twee seinhuizen zijn gesloopt. Een bij het station en de ander bij het einde van het emplacement en zijspoor.
Sinds 1 maart 2024 zijn de loketten van dit station enkel geopend tussen 7 en 10.15 uur.
In de buurt van het station zijn nog talrijke oude villa's van rijke Antwerpenaren die de stadsdrukte ontvluchtten en met de trein naar de stad pendelden.
De Lijn en de NMBS hebben plannen met het station, dat dagelijks meer dan 950 passagiers verwerkt. Men vindt het oude station charmant, maar ouderwets en niet meer geschikt voor de huidige normen. Ook heeft De Lijn plannen om van station Kapellen een centrum van het busnet te maken.

## Galerij

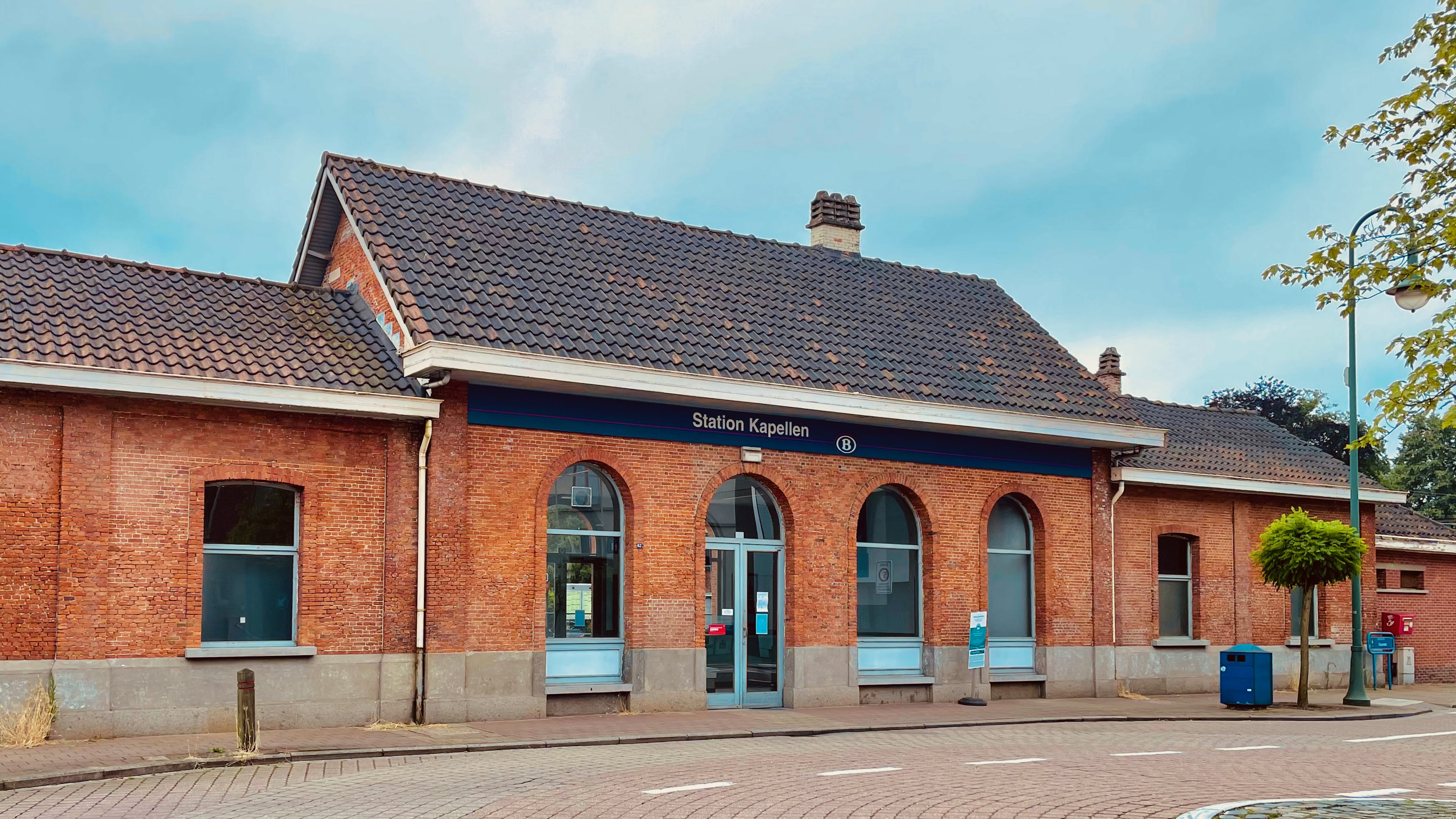
Het stationgebouw
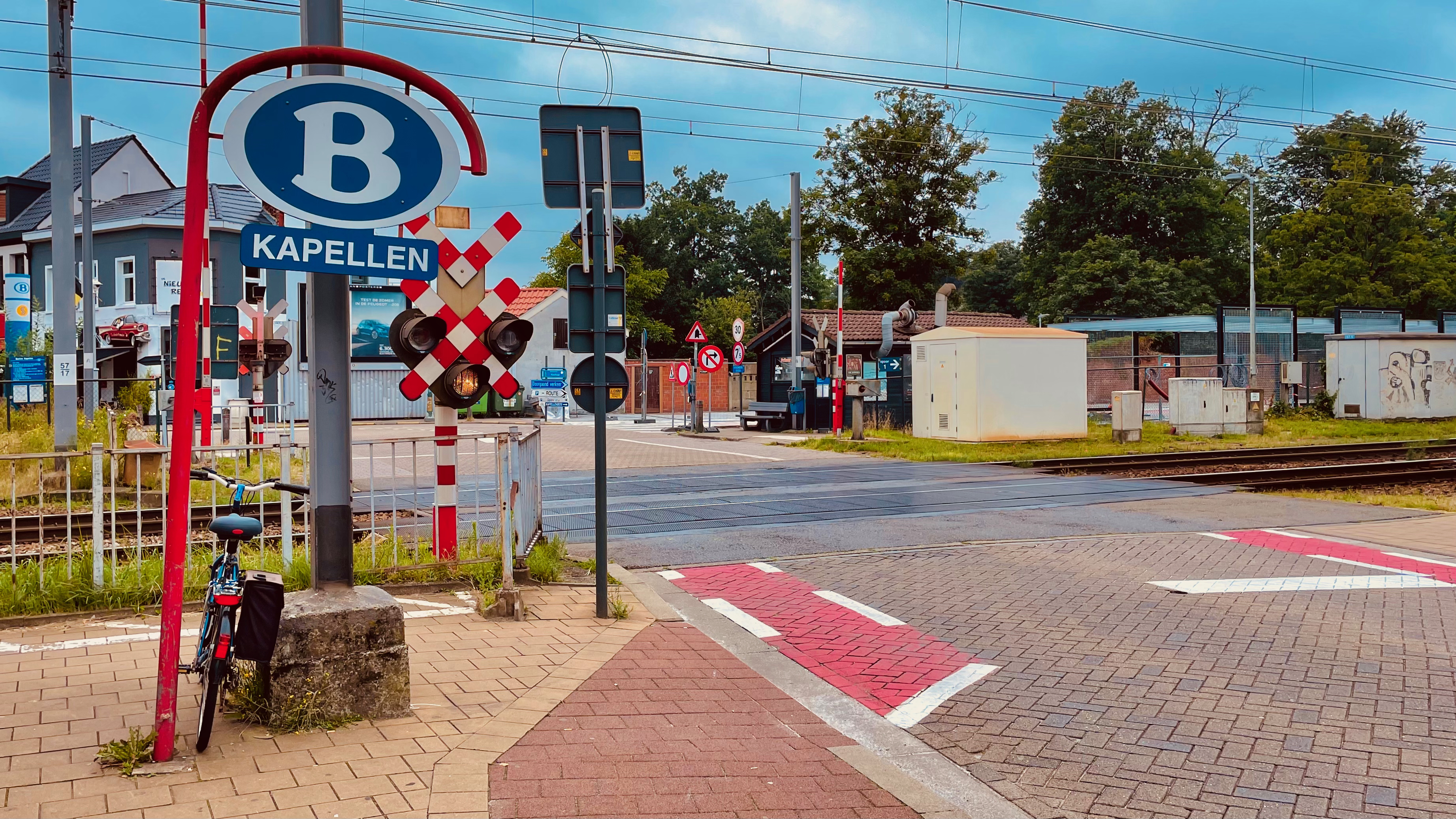
Overweg aan het station
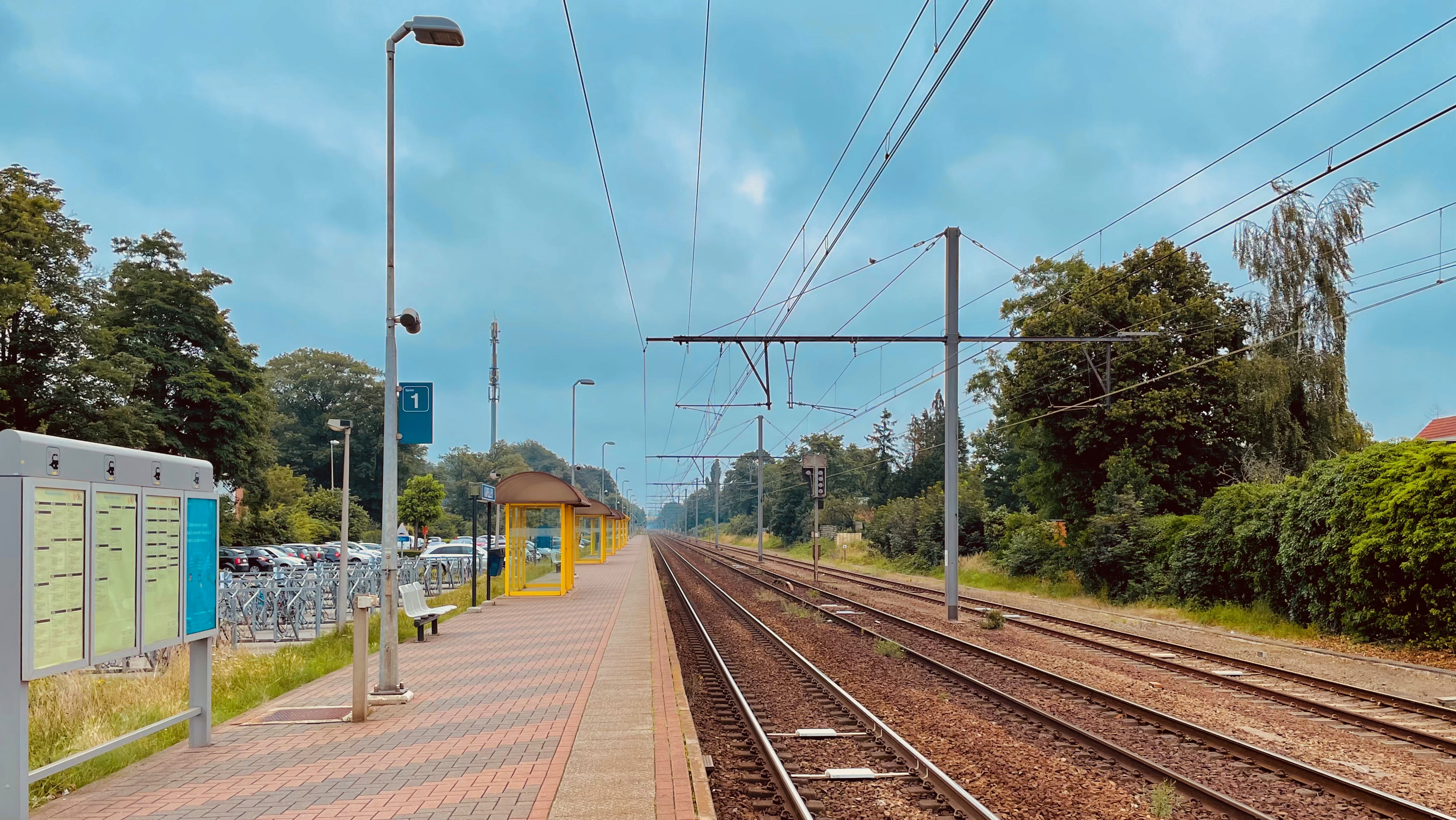
Zicht op het perron
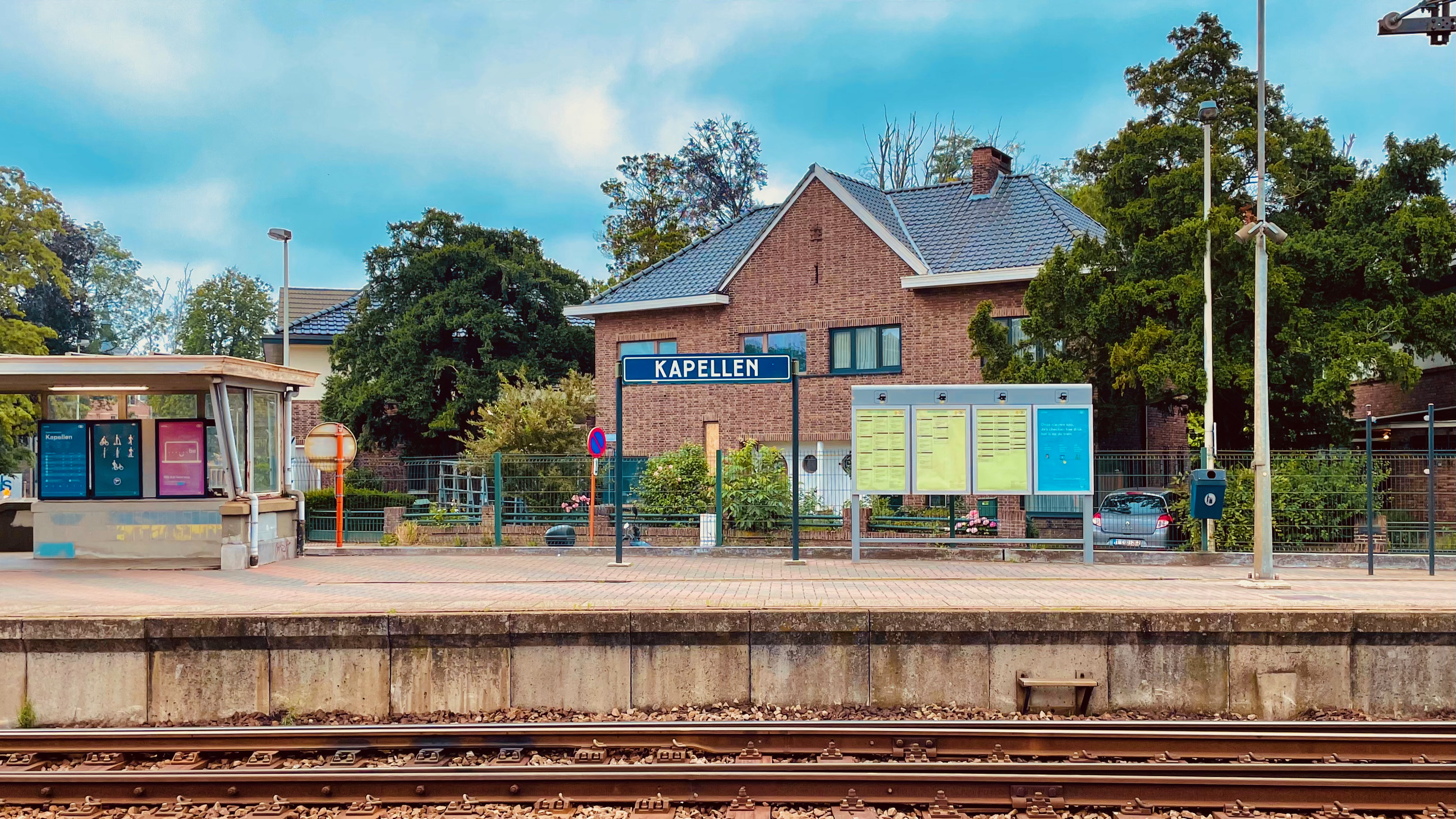
Plaatsnaambord

## Spoorwegongeval
Even ten zuiden van het station was er de drukke overweg van de Antwerpsesteenweg (De N11 Merksem Putte). In verband met de spoorboog aldaar hebben de rails een verkanting. Op de overweg is het wegdek hierdoor niet vlak. Op 26 maart 1979 bleef een vrachtwagen met een laaghangende oplegger steken. De bestuurder heeft het stationspersoneel nog proberen te verwittigen, maar het was te laat, vooral doordat door de bocht de geblokkeerde overweg niet zichtbaar is voor aankomende treinen. Resultaat: de locomotief van de Beneluxtrein ontspoorde en kwam terecht op het oude wachthuisje van de bareelwachter. De rijtuigen ontspoorden niet en kwamen tot stilstand in het station van Kapellen. Er waren een dode (de vrachtwagenbestuurder bevond zich naast het wachthuisje) en 6 gewonden.
Deze gevaarlijke overweg is meer dan 25 jaar nadien vervangen door een onderdoorgang voor de weg.

## Treindienst
| Serie       | Treinsoort               | Route                                                                        | Bijzonderheden             |
| ----------- | ------------------------ | ---------------------------------------------------------------------------- | -------------------------- |
| IC 07       | Intercity (NMBS)         | Charleroi-Centraal – Brussel-Zuid – Antwerpen-Centraal – Kapellen – Essen    | Rijdt alleen op werkdagen. |
| S 32 2350   | S-trein Antwerpen (NMBS) | Puurs – Antwerpen-Centraal – Kapellen – Essen                                | Rijdt alleen op werkdagen. |
| S 32 2550   | S-trein Antwerpen (NMBS) | Puurs – Antwerpen-Centraal – Kapellen – Essen – Roosendaal                   |                            |
| P 7200/8200 | Piekuurtrein (NMBS)      | Roosendaal – Kapellen – Antwerpen-Centraal                                   | Rijdt alleen op werkdagen. |
| P 8220      | Piekuurtrein (NMBS)      | [ Hamont – ] / [ Essen – Kapellen – Antwerpen-Centraal – ] Leuven – Heverlee | Een trein op zondagavond.  |

## Reizigerstellingen
De grafiek en tabel geven het gemiddeld aantal instappende reizigers weer op een week-, zater- en zondag.
| Tabel: aantal instappende reizigers station Kapellen | Tabel: aantal instappende reizigers station Kapellen | Tabel: aantal instappende reizigers station Kapellen | Tabel: aantal instappende reizigers station Kapellen |
|                                                      | Weekdag                                              | Zaterdag                                             | Zondag                                               |
| ---------------------------------------------------- | ---------------------------------------------------- | ---------------------------------------------------- | ---------------------------------------------------- |
| 1977                                                 | 813                                                  | 180                                                  | 175                                                  |
| 1978                                                 | 850                                                  | 184                                                  | 237                                                  |
| 1979                                                 | 873                                                  | 208                                                  | 161                                                  |
| 1980                                                 | 945                                                  | 224                                                  | 291                                                  |
| 1981                                                 | 960                                                  | 198                                                  | 159                                                  |
| 1982                                                 | 1 108                                                | 191                                                  | 180                                                  |
| 1983                                                 | 905                                                  | 162                                                  | 154                                                  |
| 1984                                                 | 790                                                  | 174                                                  | 200                                                  |
| 1985                                                 | 863                                                  | 214                                                  | 279                                                  |
| 1986                                                 | 830                                                  | 179                                                  | 240                                                  |
| 1987                                                 | 695                                                  | 202                                                  | 159                                                  |
| 1988                                                 | 692                                                  | 173                                                  | 296                                                  |
| 1989                                                 | 737                                                  | 218                                                  | 245                                                  |
| 1990                                                 | 731                                                  | 254                                                  | 232                                                  |
| 1991                                                 | 755                                                  | 223                                                  | 211                                                  |
| 1992                                                 | 730                                                  | 243                                                  | 222                                                  |
| 1993                                                 | 714                                                  | 237                                                  | 144                                                  |
| 1994                                                 | 728                                                  | 212                                                  | 227                                                  |
| 1995                                                 | 619                                                  | 204                                                  | 145                                                  |
| 1996                                                 | 622                                                  | 225                                                  | 230                                                  |
| 1997                                                 | 696                                                  | 270                                                  | 289                                                  |
| 1998                                                 | 716                                                  | 191                                                  | 146                                                  |
| 1999                                                 | 697                                                  | 234                                                  | 186                                                  |
| 2000                                                 | 726                                                  | 248                                                  | 177                                                  |
| 2001                                                 | 828                                                  | 192                                                  | 176                                                  |
| 2002                                                 | 783                                                  | 206                                                  | 234                                                  |
| 2003                                                 | 842                                                  | 239                                                  | 246                                                  |
| 2004                                                 | 920                                                  | 243                                                  | 291                                                  |
| 2005                                                 | 912                                                  | 323                                                  | 305                                                  |
| 2006                                                 | 899                                                  | 252                                                  | 254                                                  |
| 2007                                                 | 993                                                  | 312                                                  | 260                                                  |
| 2008                                                 | -                                                    | -                                                    | -                                                    |
| 2009                                                 | 992                                                  | 236                                                  | 141                                                  |
| 2010                                                 | -                                                    | -                                                    | -                                                    |
| 2011                                                 | -                                                    | -                                                    | -                                                    |
| 2012                                                 | 1 053                                                | 408                                                  | 302                                                  |
| 2013                                                 | 1 003                                                | 323                                                  | 278                                                  |
| 2014                                                 | 1 036                                                | 298                                                  | 296                                                  |
| 2015                                                 | 1 039                                                | 294                                                  | 279                                                  |
| 2016                                                 | 1 044                                                | 522                                                  | 452                                                  |
| 2017                                                 | 1 211                                                | 375                                                  | 341                                                  |
| 2018                                                 | 1 153                                                | 375                                                  | 384                                                  |
| 2019                                                 | 1 412                                                | 390                                                  | 437                                                  |
| 2020                                                 | 954                                                  | 345                                                  | 347                                                  |
| 2021                                                 | -                                                    | -                                                    | -                                                    |
| 2022                                                 | 1 076                                                | 134                                                  | 110                                                  |
| 2023                                                 | 1 202                                                | 581                                                  | 551                                                  |
| 2024                                                 | 1 351                                                | 426                                                  | 350                                                  |

0,0: Antwerpen-Centraal ·
2,3: Antwerpen-Oost ·
3,4: Borgerhout ·
5,8: Antwerpen-Dam ·
8,3: Antwerpen-Luchtbal ·
9,1: Antwerpen-Noorderdokken ·
11,4: Ekeren ·
12,5: Sint-Mariaburg ·
13,8: Heikestraat ·
15,0: Kapellen ·
19,0: Kapellenbos ·
21,0: Heide ·
22,7: Kijkuit ·
24,0: Kalmthout ·
28,1: Wildert ·
32,1: Essen ·
23,0: Roosendaal ·
15,6: Oudenbosch ·
7,5: Zevenbergen ·
0,0: Moerdijk AR ·
0,0: Lage Zwaluwe